# Oktobergruppen
Oktobergruppen var en finsk konstnärssammanslutning bildad 1933. Gruppen anslöt särskilt till Tyko Sallinens primitivt kantiga, nationellt färgade 1910-talsmålningar, men gick längre i intensitet och i kärv förenkling av motiven och gav dem gärna social tendens. Oktobergruppens färgskala var från början mörk och jordnära, och motiven var finska: landskap, personstudier, stilleben.
Medlemmarna, målarna Sven Grönvall, Aimo Kanerva, Mikko Laasio och Ernst Krohn samt skulptörerna Sakari Tohka och Oskari Jauhiainen, förenades av en nationellt färgad expressionism.
Krohns tidiga död 1937 och andra världskriget förde med sig ett avbrott i gruppens verksamhet, men efter kriget blev den en betydande påverkare inom konstlivet i Finland. Till gruppens ambulerande utställning i Sverige inbjöds Tyko Sallinen, som var en länk till den tidiga expressionismen. Oktobergruppen var en sorts förmedlande länk, dels mellan olika generationer, dels mellan rabulistisk experimentell och konservativ konst.